# Antonette Wemyss Gorman
Pour les articles homonymes, voir Gorman.
Antonette Wemyss Gorman est une officier militaire jamaïcaine qui occupe le poste de chef d'état-major de la force de défense jamaïcaine ; elle a le grade de contre-amiral. Elle est la première femme chef d'état-major en Jamaïque,, a également été la première femme officier à servir en mer et la première femme à atteindre le grade de commandant dans la force de défense jamaïcaine. Sa nomination dans la marine en fait la première nomination d'une femme à un rôle de combat de première ligne dans les Caraïbes.